# Sarah Pitkowski
Sarah Pitkowski (Seclin, 13 november 1975) is een voormalig tennisspeelster uit Frankrijk. Haar favoriete ondergrond is hardcourt. Zij speelt rechtshandig en heeft een tweehandige backhand. Zij was actief in het proftennis van 1993 tot in 2001. Op 7 juli 2001 trad zij in het huwelijk met de Franse tennisspeler Olivier Malcor. Enkele weken later beëindigde zij haar beroepstenniscarrière.

## Loopbaan

### Enkelspel
Pitkowski debuteerde in 1991 op het ITF-toernooi van Šibenik (Joegoslavië). Zij stond in 1992 voor het eerst in een finale, op het ITF-toernooi van Swindon (Engeland) – hier veroverde zij haar eerste titel, door de Belgische Caroline Wuillot te verslaan. In totaal won zij tien ITF-titels, de laatste in 1998 in Cergy-Pontoise (Frankrijk).
In 1993 kwalificeerde Pitkowski zich voor het eerst voor een WTA-hoofdtoernooi, op het toernooi van Luik. Op het WTA-toernooi van Oklahoma in 1998 boekte zij haar mooiste overwinning, op landgenote Sandrine Testud die op dat moment op de twaalfde plaats van de wereldranglijst stond. Pitkowski stond in 1999 voor het eerst in een WTA-finale, op het toernooi van Boedapest – hier veroverde zij haar enige WTA-titel, door de Spaanse Cristina Torrens Valero te verslaan. Drie weken later, op het toernooi van Antwerpen, bereikte zij nogmaals de finale – maar bij deze gelegenheid moest ze de thuisspelende Justine Henin voor laten gaan.
Haar beste resultaat op de grandslamtoernooien is het bereiken van de derde ronde. Haar hoogste positie op de WTA-ranglijst is de 29e plaats, die zij bereikte in november 1999.

### Dubbelspel
Pitkowski was in het dubbelspel minder actief dan in het enkelspel. Zij debuteerde in 1991 op het ITF-toernooi van Darmstadt (Duitsland) samen met landgenote Angelique Olivier.
In 1994 speelde Pitkowski voor het eerst op een WTA-hoofdtoernooi, op het toernooi van Praag, samen met landgenote Lea Ghirardi. Op de WTA-toernooien bereikte zij geen finale, maar wel zes keer de halve finale: Peking 1995, Palermo 1996, Soerabaja 1997, Sopot 1998, Antwerpen 1999 en Kuala Lumpur 1999.
Teruggekeerd naar het ITF-circuit, stond Pitkowski in 1998 voor het eerst in een finale, op het ITF-toernooi van The Bronx (VS), samen met de Griekse Christína Papadáki – zij verloren van het Britse duo Julie Pullin en Lorna Woodroffe. Drie weken na haar huwelijk veroverde Pitkowski haar enige dubbelspeltitel, op het ITF-toernooi van Saint-Gaudens (Frankrijk), aan de zijde van de Kazachse Irina Seljoetina, door het Spaanse duo Lourdes Domínguez Lino en Gisela Riera te verslaan. Het was tevens haar laatste dubbelspeltoernooi.
Haar beste resultaat op de grandslamtoernooien is het bereiken van de tweede ronde. Haar hoogste positie op de WTA-ranglijst is de 101e plaats, die zij bereikte in augustus 1996.

## Posities op deWTA-ranglijst
Positie per einde seizoen:
| jaar | rang enkelspel | rang dubbelspel |
| ---- | -------------- | --------------- |
| 2001 | 161            | 258             |
| 2000 | 65             | 302             |
| 1999 | 32             | 152             |
| 1998 | 36             | 177             |
| 1997 | 56             | 231             |
| 1996 | 85             | 118             |
| 1995 | 107            | 183             |
| 1994 | 111            | 242             |
| 1993 | 151            | 363             |
| 1992 | 181            | 432             |
| 1991 | 885            | 763             |

## Palmares
| Legenda                |
| ---------------------- |
| Grandslamtoernooi      |
| Olympische Spelen      |
| Year-End Championships |
| Tier I                 |
| Tier II                |
| Tier III               |
| Tier IV & V            |

### WTA-finaleplaatsen enkelspel
| nr.              | finale     | toernooi      | ondergrond | tegenstandster          | score    |         |
| ---------------- | ---------- | ------------- | ---------- | ----------------------- | -------- | ------- |
| gewonnen finales |            |               |            |                         |          |         |
| 1.               | 1999-04-25 | WTA Boedapest | gravel     | Cristina Torrens Valero | 6-2, 6-2 | details |
| verloren finales |            |               |            |                         |          |         |
| 1.               | 1999-05-16 | WTA Antwerpen | gravel     | Justine Henin           | 1-6, 2-6 | details |

### WTA-finaleplaatsen dubbelspel
Geen.

## Resultaten grandslamtoernooien
| Legenda | Legenda                          |
| ------- | -------------------------------- |
| g.t.    | geen toernooi gehouden           |
| l.c.    | lagere categorie                 |
| –       | niet deelgenomen                 |
| G       | uitgeschakeld in de groepsfase   |
| 1R      | uitgeschakeld in de eerste ronde |
| 2R      | uitgeschakeld in de tweede ronde |
| 3R      | uitgeschakeld in de derde ronde  |
| 4R      | uitgeschakeld in de vierde ronde |
| KF      | uitgeschakeld in de kwartfinale  |
| HF      | uitgeschakeld in de halve finale |
| F       | de finale verloren               |
| W       | het toernooi gewonnen            |
| w-v     | winst/verlies-balans             |

### Enkelspel
| Toernooi        | 1993 |    | 1995 | 1996 | 1997 | 1998 | 1999 | 2000 | 2001 |
| --------------- | ---- | -- | ---- | ---- | ---- | ---- | ---- | ---- | ---- |
| Australian Open | –    | 2R | 1R   | 1R   | 1R   | 1R   | 1R   | 2R   |      |
| Roland Garros   | 1R   | 2R | 3R   | 2R   | 1R   | 1R   | 1R   | 1R   |      |
| Wimbledon       | –    | 1R | –    | 2R   | 1R   | 3R   | 3R   | 1R   |      |
| US Open         | –    | 1R | 2R   | 2R   | 3R   | 2R   | 1R   | –    |      |

### Vrouwendubbelspel
| Toernooi        | 1995 | 1996 | 1997 | 1998 | 1999 | 2000 | 2001 |
| --------------- | ---- | ---- | ---- | ---- | ---- | ---- | ---- |
| Australian Open | –    | 1R   | 1R   | –    | –    | –    | –    |
| Roland Garros   | 1R   | 2R   | 1R   | 2R   | 1R   | 1R   | 1R   |
| Wimbledon       | –    | 1R   | –    | –    | –    | –    | –    |
| US Open         | –    | 2R   | –    | –    | –    | –    | –    |

### Gemengd dubbelspel
| Toernooi        | 1996 |
| --------------- | ---- |
| Australian Open | –    |
| Roland Garros   | 1R   |
| Wimbledon       | –    |
| US Open         | –    |